# مارتینا دالیچ
مارتینا دالیچ (انگلیسی: Martina Dalić؛ زادهٔ ۱۲ نوامبر ۱۹۶۷) سیاست‌مدار اهل کرواسی است.